# ويل ريتشاردسون
ويل ريتشاردسون (بالإنجليزية: Will Richardson)‏ هو مدون أمريكي، ولد في 1950. بالولايات المتحدة . درس ويل بجامعة اوهايو و تخصص في مجال التدوين باللغة الإنجليزية .